# Maskelynite
Maskelynite là một chất thủy tinh được tìm thấy trong một số thiên thạch và thiên thạch miệng hố va chạm. Các mẫu điển hình có thành phần tương tự fenspat plagiocla và trở lại thành khoáng chất đó khi tan chảy và kết tinh lại. Nó được đặt theo tên nhà địa chất người Anh MHN Story-Maskelyne.
Bởi vì maskelynite (như kính núi lửa đá vỏ chai) thiếu một sự sắp xếp có trật tự của các nguyên tử, nó không được coi là một " khoáng vật " của các nhà địa chất, và không được liệt kê như vậy bởi các Hội khoáng vật học của Mỹ.

## Lịch sử
Pha này lần đầu tiên được xác định trong thiên thạch Shergotty bởi G. Tschermak (1872) là một loại thủy tinh đẳng hướng có nguồn gốc không xác định với thành phần gần giống labradorite. Các pha tương tự đã được tìm thấy trong các thiên thạch chondrit và sao Hỏa. Vào năm 1963, DJ Milton và PS de Carli đã sản xuất một chiếc kính giống như mặt nạ bằng cách bắt buộc đưa gabbro trước một sóng xung kích bùng nổ. Năm 1967, TE Bunch và những người khác đã xác định maskelynite ở miệng núi lửa Clearwater West và Manicouagan.

## Gốc
Lúc đầu, maskelynite được cho là kết quả từ sự biến đổi plagiocase ở trạng thái rắn thành thủy tinh thể bằng sóng xung kích áp suất tương đối thấp (250 đến 300 kilobar) và nhiệt độ thấp (350 ° C), như trong thí nghiệm của Milton và de Carli. Từ năm 1997 giả thuyết này đã được đưa ra, và bây giờ người ta tin rằng thủy tinh được hình thành bởi nhiệt luyện các khoáng dày đặc tan chảy tạo ra bởi sóng xung kích áp suất cao hơn.